# Festival di Berlino 2010
La 60ª edizione del Festival internazionale del cinema di Berlino si è svolta a Berlino dall'11 al 21 febbraio 2010, con il Theater am Potsdamer Platz come sede principale. Direttore del festival è stato per il nono anno Dieter Kosslick.
L'Orso d'oro è stato assegnato al film Bal del regista turco Semih Kaplanoğlu.
L'Orso d'oro alla carriera è stato assegnato all'attrice Hanna Schygulla e allo sceneggiatore Wolfgang Kohlhaase, ai quali è stata dedicata la sezione "Homage", mentre la Berlinale Kamera è stata assegnata a Erika e Ulrich Gregor, fondatori del "Forum internazionale del giovane cinema" che dal 1971 fa parte integrante della Berlinale, al regista e sceneggiatore Yōji Yamada e alle Fonderie Noack, produttrici delle statuette consegnate durante la cerimonia di premiazione.
A partire da questa edizione ha preso il via l'evento Berlinale Goes Kiez, ovvero la proiezione di alcuni dei film in dieci cinema d'essai dislocati nei vari quartieri ("kiez") di Berlino. Ogni sera sono stati proiettati due film da varie sezioni in ogni sala, in alcuni casi alla presenza del cast e del team di produzione.
Il festival è stato aperto dal film in concorso Apart Together di Quan'an Wang ed è stato chiuso da Otōto - Suo fratello di Yōji Yamada, proiettato fuori concorso.
In occasione del 60º anniversario del festival, la retrospettiva di questa edizione intitolata "Play it Again...!" ha riproposto alcuni dei film più significativi delle passate edizioni, introdotti dagli stessi attori, registi e produttori invitati a commentare i propri lavori e raccontare il loro rapporto con la Berlinale.

## Giurie

### Giuria internazionale
- Werner Herzog, regista, sceneggiatore e produttore (Germania) - Presidente di giuria[7]
- Francesca Comencini, regista e sceneggiatrice (Italia)
- Nuruddin Farah, scrittore (Somalia)
- Cornelia Froboess, attrice e cantante (Germania)
- José Maria Morales, produttore (Spagna)
- Yu Nan, attrice (Cina)
- Renée Zellweger, attrice (Stati Uniti)

### Giuria "Opera prima"
- Michael Verhoeven, regista, attore, sceneggiatore e produttore (Germania) - Presidente di giuria[7]
- Ben Foster, attore (Stati Uniti)
- Lorna Tee, produttrice (Malesia)

### Giuria "Cortometraggi"
- Max Dax, editore e scrittore (Germania)[7]
- Samm Haillay, produttore (Regno Unito)
- Zita Carvalhosa, produttrice e fondatrice del Festival internazionale del cortometraggio di São Paulo (Brasile)

### Giurie "Generation"

#### Kinderjury/Jugendjury
Gli Orsi di cristallo sono stati assegnati da due giurie nazionali, la Kinderjury per la sezione "Kplus" e la Jugendjury per la sezione "14plus", composte rispettivamente da undici membri di 11-14 anni e sette membri di 14-18 anni selezionati dalla direzione del festival attraverso questionari inviati l'anno precedente.

#### Giuria internazionale
Nella sezione "Kplus" il Grand Prix e lo Special Prize sono stati assegnati da una giuria internazionale composta dalla regista e sceneggiatrice Hana Makhmalbaf (Iran), il regista e sceneggiatore Philippe Falardeau (Canada), la produttrice Kylie Du Fresne (Australia), lo sceneggiatore e produttore Rowan O'Neill (Irlanda) e da Margret Albers (Germania), direttrice del festival cinematografico Goldener Spatz.

## Selezione ufficiale

### In concorso
- Apart Together (Tuan yuan), regia di Quan'an Wang (Cina)
- Bal, regia di Semih Kaplanoğlu (Turchia, Germania, Francia)
- Caterpillar (Kyatapirâ), regia di Kōji Wakamatsu (Giappone)
- En familie, regia di Pernille Fischer Christensen (Danimarca)
- En ganske snill mann, regia di Hans Petter Moland (Norvegia)
- Kak ja provël ėtim letom, regia di Aleksej Popogrebskij (Russia)
- The Hunter - Il cacciatore (Shekarchi), regia di Rafi Pitts (Iran, Germania)
- Jud Süss - Film ohne Gewissen, regia di Oskar Roehler (Germania, Austria)
- The Killer Inside Me, regia di Michael Winterbottom (USA, Svezia, Regno Unito, Canada)
- Mammuth, regia di Benoît Delépine e Gustave Kervern (Francia)
- Il rapinatore (Der Räuber), regia di Benjamin Heisenberg (Germania, Austria)
- Rompecabezas, regia di Natalia Smirnoff (Argentina, Francia)
- Sangue facile (San qiang pai an jing qi), regia di Zhang Yimou (Cina, Hong Kong)
- Il sentiero (Na putu), regia di Jasmila Žbanić (Bosnia Erzegovina, Austria, Germania, Croazia)
- Se voglio fischiare, fischio (Eu cand vreau sa fluier, fluier), regia di Florin Şerban (Romania, Svezia, Germania)
- Shahada, regia di Burhan Qurbani (Germania)
- Lo stravagante mondo di Greenberg (Greenberg), regia di Noah Baumbach (USA)
- Submarino, regia di Thomas Vinterberg (Danimarca, Svezia)
- L'uomo nell'ombra (The Ghost Writer), regia di Roman Polański (Francia, Germania, Regno Unito)
- Urlo (Howl), regia di Rob Epstein e Jeffrey Friedman (USA)

### Fuori concorso
- Exit Through the Gift Shop, regia di Banksy (Regno Unito)
- Il mio nome è Khan (My Name Is Khan), regia di Karan Johar (India)
- Otōto - Suo fratello (Otōto), regia di Yōji Yamada (Giappone)
- Please Give, regia di Nicole Holofcener (USA)
- I ragazzi stanno bene (The Kids Are All Right), regia di Lisa Cholodenko (USA)
- Shutter Island, regia di Martin Scorsese (USA)

### Cortometraggi
- 5 Lessons and 9 Questions About Chinatown, regia di Shelly Silver (USA)
- 12 Jahre, regia di Daniel Nocke (Germania)
- Akai Mori no Uta, regia di Akihito Izuhara (Giappone)
- Aramaki, regia di Isamu Hirabayashi (Giappone)
- Colivia, regia di Adrian Sitaru (Romania, Paesi Bassi)
- Derby, regia di Paul Negoescu (Romania, Germania)
- Geliebt, regia di Jan Soldat (Germania)
- Giardini di luce, regia di Davide e Lucia Pepe (Italia)
- Glukhota, regia di Myroslav Slaboshpytskyi (Ucraina)
- Händelse vid bank, regia di Ruben Östlund (Svezia)
- Hayerida, regia di Shai Miedzinski (Israele)
- Ich muss mich künstlerisch gesehen regenerieren, regia di Christine Groß e Ute Schall (Germania)
- In the Air, regia di Liza Johnson (USA)
- Long Live the New Flesh, regia di Nicolas Provost (Belgio)
- Out in That Deep Blue Sea, regia di Kazik Radwanski (Canada)
- Paradise Later, regia di Ascan Breuer (Austria, Germania)
- A Perm, regia di Lee Ran-hee (Corea del Sud)
- Photos of God, regia di Paul Wright (Regno Unito)
- El segundo amanecer de la ceguera, regia di Mauricio Franco Tosso (Spagna)
- Suhaksihum, regia di Joung Yumi (Corea del Sud)
- The Tunnel, regia di Jenna Cato Bass (Sudafrica)
- Tussilago, regia di Jonas Odell (Svezia)
- Unplay, regia di Joanna Rytel (Svezia)
- Venus vs. Me, regia di Nathalie Teirlinck (Belgio)
- Wo ich bin ist oben, regia di Bettina Bouju (Germania)
- Zuti mjesec, regia di Zvonimir Juric (Croazia)

### Berlinale Special
- L'autre Dumas, regia di Safy Nebbou (Francia)
- Boxhagener Platz, regia di Matti Geschonneck (Germania, Francia)
- La cerimonia (Gishiki), regia di Nagisa Ōshima (Giappone)
- Cosa voglio di più, regia di Silvio Soldini (Italia, Svizzera, Francia)
- Die Friseuse, regia di Doris Dörrie (Germania)
- Henri 4, regia di Jo Baier (Germania, Francia, Austria, Spagna)
- How Much Does Your Building Weigh, Mr Foster?, regia di Carlos Carcas e Norberto López Amado (Regno Unito, Spagna)
- L'illusionista (L'illusionniste), regia di Sylvain Chomet (Francia, Regno Unito)
- Ingelore, regia di Frank Stiefel (USA)
- Kinshasa Symphony, regia di Claus Wischmann e Martin Baer (Germania)
- Lili Marleen, regia di Rainer Werner Fassbinder (Germania Ovest)
- Little Big Soldier (Da bing xiao jiang), regia di Ding Sheng (Cina, Hong Kong)
- Metropolis, regia di Fritz Lang (Germania)
- Michel Ciment, le cinéma en partage, regia di Simone Lainé (Francia)
- Moloch Tropical, regia di Raoul Peck (Francia, Haiti)
- Il mondo sul filo (Welt am Draht), regia di Rainer Werner Fassbinder (Germania Ovest)
- Nine, regia di Rob Marshall (USA, Regno Unito)
- Nürnberg und seine Lehre, regia di Stuart Schulberg (USA)
- Pauline alla spiaggia (Pauline à la plage), regia di Éric Rohmer (Francia)
- Peepli (Live), regia di Anusha Rizvi (India)
- Revolución, film collettivo (Messico)
- S.O.S/State of Security, regia di Michèle Ohayon (USA)
- Spur der Bären, regia di Hans-Christoph Blumenberg (Germania)
- Tanzträume, regia di Rainer Hoffmann e Anne Linsel (Germania)
- True Legend (Su Qi-er), regia di Yuen Wo Ping (Cina)

### Panorama
- Aarekti Premer Golpo, regia di Kaushik Ganguly e Rituparno Ghosh (India)
- Alle meine Stehaufmädchen - Von Frauen, die sich was trauen, regia di Lothar Lambert (Germania)
- An fei ta ming, regia di Scud (Hong Kong)
- L'arbre et la forêt, regia di Olivier Ducastel e Jacques Martineau (Francia)
- Arias with a Twist, regia di Bobby Sheehan (USA)
- Barriere, regia di Andreas Kleinert (Germania)
- Beautiful Darling, regia di James Rasin (USA)
- Besouro, regia di João Daniel Tikhomiroff (Brasile)
- Blank City, regia di Celine Danhier (USA)
- Blutsfreundschaft, regia di Peter Kern (Austria, Germania)
- Bróder, regia di Jeferson De (Brasile)
- Budrus, regia di Julia Bacha (Israele, Palestina, USA)
- Covered, regia di John Greyson (Canada)
- Cuchillo de palo, regia di Renate Costa (Spagna)
- Daniel Schmid - Le chat qui pense, regia di Pascal Hofmann e Benny Jaberg (Svizzera)
- David Wants to Fly, regia di David Sieveking (Germania, Austria, Svizzera)
- Due vite per caso, regia di Alessandro Aronadio (Italia)
- The Feast of Stephen, regia di James Franco (USA)
- Die Fremde, regia di Feo Aladag (Germania)
- Friedensschlag - Das Jahr der Entscheidung, regia di Gerardo Milsztein (Germania)
- Fritz Bauer - Tod auf Raten, regia di Ilona Ziok (Germania)
- Fucking Different São Paulo, film collettivo (Germania, Brasile)
- Gôruden suranbâ, regia di Yoshihiro Nakamura (Giappone)
- Hazman havarod, regia di Yair Qedar (Israele)
- Herbert White, regia di James Franco (USA)
- I Shot My Love, regia di Tomer Heymann (Israele, Germania)
- Kawasakiho růže, regia di Jan Hrebejk (Repubblica Ceca)
- Kosmos, regia di Reha Erdem (Turchia, Bulgaria)
- Last Address, regia di Ira Sachs (USA)
- Making the Boys, regia di Crayton Robey (USA)
- El mal ajeno, regia di Oskar Santos (Spagna)
- The Man Who Sold the World, regia di Imad Noury e Swel Noury (Marocco)
- Mine vaganti, regia di Ferzan Özpetek (Italia)
- Monga (Báng-kah), regia di Doze Niu (Taiwan)
- Nacidas para sufrir, regia di Miguel Albaladejo (Spagna)
- New York Memories, regia di Rosa von Praunheim (Germania)
- Open, regia di Jake Yuzna (USA)
- The Owls, regia di Cheryl Dunye (USA)
- Paha perhe, regia di Aleksi Salmenperä (Finlandia)
- Parêdo, regia di Isao Yukisada (Giappone)
- Phobidilia, regia di Doron Paz e Yoav Paz (Israele)
- Plein sud - Andando a sud (Plein sud), regia di Sébastien Lifshitz (Francia)
- Por tu culpa, regia di Anahí Berneri (Argentina, Francia)
- Postcard to Daddy, regia di Michael Stock (Germania)
- Professione inventore (Father of Invention), regia di Trent Cooper (USA)
- Propavshiy bez vesti, regia di Anna Fenchenko (Russia)
- Red Hill, regia di Patrick Hughes (Australia)
- Red, White & The Green, regia di Nader Davoodi (Iran)
- Rock Hudson: Dark and Handsome Stranger, regia di Andrew Davies e André Schäfer (Germania, Francia, Finlandia, Austria)
- Sex & Drugs & Rock & Roll, regia di Mat Whitecross (Regno Unito)
- Syn Babilonu, regia di Mohamed Al Daradji (Iraq, Regno Unito, Palestina, Francia, Paesi Bassi)
- A unfinished film (Shtikat Haarchion), regia di Yael Hersonski (Germania, Israele)
- Veselchaki, regia di Feliks Mikhaylov (Russia)
- Waste Land, regia di Lucy Walker (Brasile, Regno Unito)
- Welcome to the Rileys, regia di Jake Scott (Regno Unito, USA)
- Wiegenlieder, regia di Johann Feindt e Tamara Trampe (Germania)
- Yeobaeudeul, regia di Lee Je-yong (Corea del Sud)
- Zona sur, regia di Juan Carlos Valdivia (Bolivia)

### Forum
- Aisheen (Still Alive in Gaza), regia di Nicolas Wadimoff (Qatar, Svizzera, Israele)
- Ai yori ai e, regia di Yasujirō Shimazu (Giappone)
- Die Allseitig reduzierte Persönlichkeit - Redupers, regia di Helke Sander (Germania Ovest)
- Antonio das Mortes (O Dragão da Maldade contra o Santo Guerreiro), regia di Glauber Rocha (Francia, Brasile, Germania Ovest)
- Asakusa no hi, regia di Yasujirō Shimazu (Giappone)
- Baara, regia di Souleymane Cissé (Mali)
- Beau Travail, regia di Claire Denis (Francia)
- La belle visite, regia di Jean-François Caissy (Canada)
- Bibliothèque Pascal, regia di Szabolcs Hajdu (Germania, Ungheria, Regno Unito, Romania)
- Black Bus, regia di Anat Zuria (Israele)
- La bocca del lupo, regia di Pietro Marcello (Italia, Francia)
- Choses qui me rattachent aux êtres, regia di Boris Lehman (Belgio)
- Congo in Four Acts, regia di Dieudo Hamadi, Kiripi Katembo Siku e Divita Wa Lusala (Repubblica Democratica del Congo, Sudafrica)
- D'Est, regia di Chantal Akerman (Belgio, Francia, Portogallo)
- Double Tide, regia di Sharon Lockhart (USA, Austria)
- Eine Flexible Frau, regia di Tatjana Turanskyj (Germania)
- Fan shan, regia di Rui Yang (Cina)
- La fiammiferaia (Tulitikkutehtaan tyttö), regia di Aki Kaurismäki (Finlandia, Svezia)
- Fin, regia di Luis Sampieri (Spagna)
- Un gelido inverno (Winter's Bone), regia di Debra Granik (USA)
- George Washington, regia di David Gordon Green (USA)
- Im Angesicht des Verbrechens, regia di Dominik Graf (Germania, Austria) (Miniserie)
- Imani, regia di Caroline Kamya (Svezia)
- Im Schatten, regia di Thomas Arslan (Germania)
- Indigène d'Eurasie, regia di Šarūnas Bartas (Francia, Lituania, Russia)
- Kanikôsen, regia di Sabu (Giappone)
- Kasaba, regia di Nuri Bilge Ceylan (Turchia)
- Kawa no soko kara konnichi wa, regia di Yûya Ishii (Giappone)
- Kenta to Jun to Kayo-chan no kuni, regia di Tatsushi Ohmori (Giappone)
- Konyaku sanbagarasu, regia di Yasujirō Shimazu (Giappone)
- Kyoto uzumasa monogatari, regia di Tsutomu Abe e Yōji Yamada (Giappone)
- Liàn liàn fengchén, regia di Hsiao-Hsien Hou (Taiwan)
- My Ain Folk, regia di Bill Douglas (Regno Unito)
- My Way Home, regia di Bill Douglas (Regno Unito)
- Nanneun gonkyeonge cheohaetda!, regia di So Sang-min (Corea del Sud)
- Nénette, regia di Nicolas Philibert (Francia)
- Neowa naui 21 segi, regia di Ryu Hyung-ki (Corea del Sud)
- No, regia di Sharon Lockhart (Giappone, USA)
- The Oath, regia di Laura Poitras (USA)
- Orly, regia di Angela Schanelec (Germania, Francia)
- Paltadacho munis, regia di Laxmikant Shetgaonkar (India)
- Un peintre sous surveillance, regia di Boris Lehman (Belgio)
- Portretul luptatorului la tinerete, regia di Constantin Popescu (Romania)
- Pus, regia di Tayfun Pirselimoglu (Turchia, Grecia)
- Putty Hill, regia di Matthew Porterfield (USA)
- El recuento de los daños, regia di Inés de Oliveira Cézar (Argentina)
- Retouches et réparations, regia di Boris Lehman (Belgio)
- Ritratto d'infanzia (My Childhood), regia di Bill Douglas (Regno Unito)
- Si salvi chi può (la vita) (Sauve la vie (qui peut)), regia di Jean-Luc Godard (Francia)
- Schnupfen im Kopf, regia di Gamma Bak (Germania, Ungheria)
- Seitsemän laulua tundralta, regia di Anastasia Lapsui e Markku Lehmuskallio (Finlandia)
- So Is This, regia di Michael Snow (Canada)
- Sona, the Other Myself, regia di Yang Yong-hi (Corea del Sud, Giappone)
- Sunny Land, regia di Marietta Kesting e Aljoscha Weskott (Germania)
- Der Tag des Spatzen, regia di Philip Scheffner (Germania)
- El vuelco del cangrejo, regia di Oscar Ruiz Navia (Colombia, Francia)
- Word Is Out, regia di Nancy Adair, Andrew Brown e Rob Epstein (USA)
- Ya, regia di Igor Voloshin (Russia)
- Yi ye Taibei, regia di Arvin Chen (Taiwan, USA, Germania)
- You yi tian, regia di Hou Chi-jan (Taiwan)

### Generation
- Älä kuiskaa ystävän suuhun, regia di Hannaleena Hauru (Finlandia)
- Alamar, regia di Pedro González-Rubio (Messico)
- Apollo, regia di Felix Gönnert (Germania)
- Avós, regia di Michael Wahrmann (Brasile)
- Az bad beporsid, regia di Batin Ghobadi (Iran)
- Bestevenner, regia di Christian Lo (Norvegia)
- Boy, regia di Taika Waititi (Nuova Zelanda)
- Bran Nue Dae, regia di Rachel Perkins (Australia)
- Corduroy, regia di Hugh O'Conor (Irlanda)
- Derevo detstva, regia di Natalia Mirzoyan (Russia)
- Dooman River, regia di Lu Zhang (Francia, Corea del Sud)
- Drona & Ik, regia di Catherine van Campen (Paesi Bassi)
- Fløjteløs, regia di Siri Melchior (Danimarca)
- Franswa Sharl, regia di Hannah Hilliard (Australia)
- Gentlemen Broncos, regia di Jared Hess (USA)
- I Do Air, regia di Martina Amati (Regno Unito)
- Iep!, regia di Rita Horst (Paesi Bassi, Belgio)
- I'm Here, regia di Spike Jonze (USA)
- Indigo, regia di Jack Price (Regno Unito)
- Jacco's film, regia di Daan Bakker (Paesi Bassi)
- Joy, regia di Mijke de Jong (Paesi Bassi)
- Juzipi de wendu, regia di Huang Ji (Cina)
- Knerten, regia di Åsleik Engmark (Norvegia)
- Kozja hatka, regia di Marina Karpova (Russia)
- Masala mama, regia di Michael Kam (Singapore)
- Megaheavy, regia di Fenar Ahmad (Danimarca)
- Mi otra mitad, regia di Beatriz Sanchís (Spagna)
- Munaralli, regia di Kaisa Penttilä (Finlandia)
- Neukölln Unlimited, regia di Agostino Imondi e Dietmar Ratsch (Germania)
- Non è ancora domani (La pivellina) (La pivellina), regia di Tizza Covi e Rainer Frimmel (Italia, Austria)
- Les nuits de Sister Welsh, regia di Jean-Claude Janer (Francia)
- Ønskebørn, regia di Birgitte Stærmose (Danimarca)
- Os Famosos e os Duendes da Morte, regia di Esmir Filho (Brasile, Francia)
- Poi Dogs, regia di Joel Moffett (USA)
- Redemption, regia di Katie Wolfe (Nuova Zelanda)
- Retratos en un mar de mentiras, regia di Carlos Gaviria (Colombia)
- Road, Movie, regia di Dev Benegal (India, USA)
- Sabine Kleist, 7 Jahre..., regia di Helmut Dziuba (Germania Est)
- Sebbe, regia di Babak Najafi (Svezia)
- Sui yuet san tau, regia di Alex Law (Hong Kong)
- Siemiany, regia di Philip James McGoldrick (Belgio, Polonia)
- Sinna mann, regia di Anita Killi (Norvegia)
- The Six Dollar Fifty Man, regia di Mark Albiston e Louis Sutherland (Nuova Zelanda)
- Sol skin, regia di Alice de Champfleury (Danimarca)
- Soul Boy, regia di Hawa Essuman (Kenya, Germania)
- Sukunsa viimeinen, regia di Anastasia Lapsui e Markku Lehmuskallio (Finlandia)
- Summer Wars (Samâ uôzu), regia di Mamoru Hosoda (Giappone)
- Superbror, regia di Birger Larsen (Danimarca)
- Susa, regia di Rusudan Pirveli (Georgia)
- Te extraño, regia di Fabián Hofman (Argentina, Messico, Uruguay)
- This Way of Life, regia di Thomas Burstyn (Nuova Zelanda)
- Uchû shô e yôkoso, regia di Kôji Masunari (Giappone)
- Vihir, regia di Umesh Vinayak Kulkarni (India)
- Wonderful Day, regia di Nils Skapans (Lettonia)
- Yeohaengja, regia di Ounie Lecomte (Francia, Corea del Sud)
- Youth in Revolt, regia di Miguel Arteta (USA)
- Yuki & Nina, regia di Hippolyte Girardot e Nobuhiro Suwa (Francia, Giappone)
- Zero, regia di Leo Woodhead (Nuova Zelanda)

### Perspektive Deutsches Kino
- Alle meine Väter, regia di Jan Raiber (Germania)
- Bedways, regia di Rolf Peter Kahl (Germania)
- The Boy Who Wouldn't Kill, regia di Linus de Paoli (Germania)
- Cindy liebt mich nicht, regia di Hannah Schweier (Germania)
- Frauenzimmer, regia di Saara Waasner (Germania)
- Glebs Film, regia di Christian Hornung (Germania)
- Die Haushaltshilfe, regia di Anna Hoffmann (Germania)
- Hollywood Drama, regia di Sergej Moya (Germania)
- Jessi, regia di Mariejosephin Schneider (Germania)
- Lebendkontrolle, regia di Florian Schewe (Germania)
- Narben im Beton, regia di Juliane Engelmann (Germania)
- Portraits deutscher Alkoholiker, regia di Carolin Schmitz (Germania)
- Renn, wenn du kannst, regia di Dietrich Brüggemann (Germania)
- WAGs, regia di Joachim Dollhopf e Evi Goldbrunner (Germania)

### Retrospettiva
- Angeli perduti (Do lok tin si), regia di Wong Kar-wai (Hong Kong)
- Annie, regia di Monika Treut (Germania Ovest)
- Der Anschlag, regia di Pia Frankenberg (Germania Ovest)
- L'ascesa (Voskhozhdenie), regia di Larisa Šepit'ko (Unione Sovietica)
- Away from Her - Lontano da lei (Away from Her), regia di Sarah Polley (Canada, Regno Unito, USA)
- Il cacciatore (The Deer Hunter), regia di Michael Cimino (USA)
- Camilla Horn sieht sich als Gretchen in Murnaus Stummfilm Faust, regia di Hedda Rinneberg e Hans Sachs (Germania Ovest)
- Central do Brasil, regia di Walter Salles (Brasile, Francia)
- Chloé, regia di Angi Welz-Rommel (Germania Ovest)
- Il Cristo proibito, regia di Curzio Malaparte (Italia)
- Cronaca di Anna Magdalena Bach (Chronik der Anna Magdalena Bach), regia di Danièle Huillet e Jean-Marie Straub (Germania Ovest, Italia)
- Diario di un ladro (Pickpocket), regia di Robert Bresson (Francia)
- Dans la ville blanche, regia di Alain Tanner (Svizzera, Portogallo, Regno Unito)
- Ecco l'impero dei sensi (Ai no korîda), regia di Nagisa Ōshima (Giappone, Francia)
- L'esca (L'appât), regia di Bertrand Tavernier (Francia)
- Fino all'ultimo respiro (À bout de souffle), regia di Jean-Luc Godard (Francia)
- Il fiume (The River), regia di Jean Renoir (Francia, Regno Unito, India, USA)
- Gangs of New York, regia di Martin Scorsese (USA, Italia)
- Genealogia di un crimine (Généalogies d'un crime), regia di Raúl Ruiz (Francia, Portogallo)
- Geschichten vom Kübelkind, regia di Edgar Reitz e Ula Stöckl (Germania Ovest)
- Il giardino dei Finzi Contini, regia di Vittorio De Sica (Italia, Germania Ovest)
- La legge del desiderio (La ley del deseo), regia di Pedro Almodóvar (Spagna)
- La leggenda della fortezza di Suram (Ambavi Suramis tsikhitsa), regia di Sergei Parajanov e Dodo Abashidze (Unione Sovietica)
- Die Lösung, regia di Sieglinde Hamacher (Germania Est)
- Magnolia, regia di Paul Thomas Anderson (USA)
- Mary Reilly, regia di Stephen Frears (USA, Regno Unito)
- Il matrimonio di Maria Braun (Die Ehe der Maria Braun), regia di Rainer Werner Fassbinder (Germania Ovest)
- La moglie sola (Charulata), regia di Satyajit Ray (India)
- La notte, regia di Michelangelo Antonioni (Italia, Francia)
- La notte del piacere (Fröken Julie), regia di Alf Sjöberg (Svezia)
- Nr. 1 - Aus Berichten der Wach- und Patrouillendienste, regia di Helke Sander (Germania Ovest)
- Ortsfremd... wohnhaft vormals Mainzerlandstraße, regia di Hedda Rinneberg e Hans Sachs (Germania Ovest)
- Parachute, regia di Sabine Eckhard (Germania Ovest)
- I racconti di Hoffmann (The Tales of Hoffmann), regia di Michael Powell e Emeric Pressburger (Regno Unito)
- Repulsione (Repulsion), regia di Roman Polański (Regno Unito)
- Salvatore Giuliano, regia di Francesco Rosi (Italia)
- Segni di vita (Lebenszeichen), regia di Werner Herzog (Germania Ovest)
- La signora e lo straniero (Die Frau und der Fremde), regia di Rainer Simon (Germania Est)
- Soldaten Soldaten, regia di Elfi Mikesch (Germania)
- Il sole (Solntse), regia di Aleksandr Sokurov (Russia, Italia, Svizzera, Francia)
- Sorgo rosso (Hong gao liang), regia di Zhang Yimou (Cina)
- La sottile linea rossa (The Thin Red Line), regia di Terrence Malick (USA)
- SSZZTTT, regia di Wilma Kottusch (Germania Ovest)
- Le vacanze del signor Hulot (Les vacances de M. Hulot), regia di Jacques Tati (Francia)
- Il vergine (Le départ), regia di Jerzy Skolimowski (Belgio)
- Vite vendute (Le salaire de la peur), regia di Henri-Georges Clouzot (Francia, Italia)
- Vivere (Ikiru), regia di Akira Kurosawa (Giappone)
- We Shall Overcome (film) (Drømmen), regia di Niels Arden Oplev (Danimarca)
- Yella, regia di Christian Petzold (Germania)
- Zum Glück gibt's kein Patent, regia di Monika Funke-Stern (Germania Ovest)

### Homage
- Ai confini del paradiso (Auf der anderen Seite), regia di Fatih Akın (Germania, Turchia, Italia)
- Alicia Bustamante, regia di Hanna Schygulla (Francia, Cuba)
- Der Aufenthalt, regia di Frank Beyer (Germania Est)
- Berlin - Ecke Schönhauser, regia di Gerhard Klein (Germania Est)
- Un'estate sul balcone (Sommer vorm Balkon), regia di Andreas Dresen (Germania)
- Hanna Hannah, regia di Hanna Schygulla (Germania)
- Lili Marleen, regia di Rainer Werner Fassbinder (Germania Ovest)
- Moi et mon double, regia di Hanna Schygulla (Francia, Italia)
- Rio das mortes, regia di Rainer Werner Fassbinder (Germania Ovest)
- Il silenzio dopo lo sparo (Die Stille nach dem Schuß), regia di Volker Schlöndorff (Germania)
- Solo Sunny, regia di Konrad Wolf (Germania Est)
- Storia di Piera, regia di Marco Ferreri (Italia, Francia, Germania Ovest)
- Ein Traumprotokoll, regia di Hanna Schygulla (Germania Ovest)

### Culinary Cinema
- Bananas!, regia di Fredrik Gertten (Qatar)
- The Botany of Desire, regia di Michael Schwarz (USA)
- Das Brot des Bäckers, regia di Erwin Keusch (Germania Ovest)
- Collapse, regia di Chris Smith (USA)
- Come si deve, regia di Davide Minnella (Italia)
- Contadini del mare, regia di Vittorio De Seta (Italia)
- Dastoor-e ashpazi, regia di Mohammad Shirvani (Iran)
- Hannes Jaenicke: Im Einsatz für... (episodio Haie), regia di Judith Adlhoch e Eva Gfirtner (Germania)
- Io sono l'amore, regia di Luca Guadagnino (Italia)
- Kichin, regia di Hong Ji-yeong (Corea del Sud)
- Kings of Pastry, regia di Chris Hegedus e D.A. Pennebaker (Paesi Bassi, USA, Regno Unito, Francia)
- Man of the Soil, regia di Pierre Deschamps (Francia)
- Manthan, regia di Shyam Benegal (India)
- Moush va gorbe, regia di Bijan Zamanpira e Nahid Ghobadi (Iran)
- The Rainbow Warriors of Waiheke Island, regia di Suzanne Raes (Paesi Bassi)

## Premi

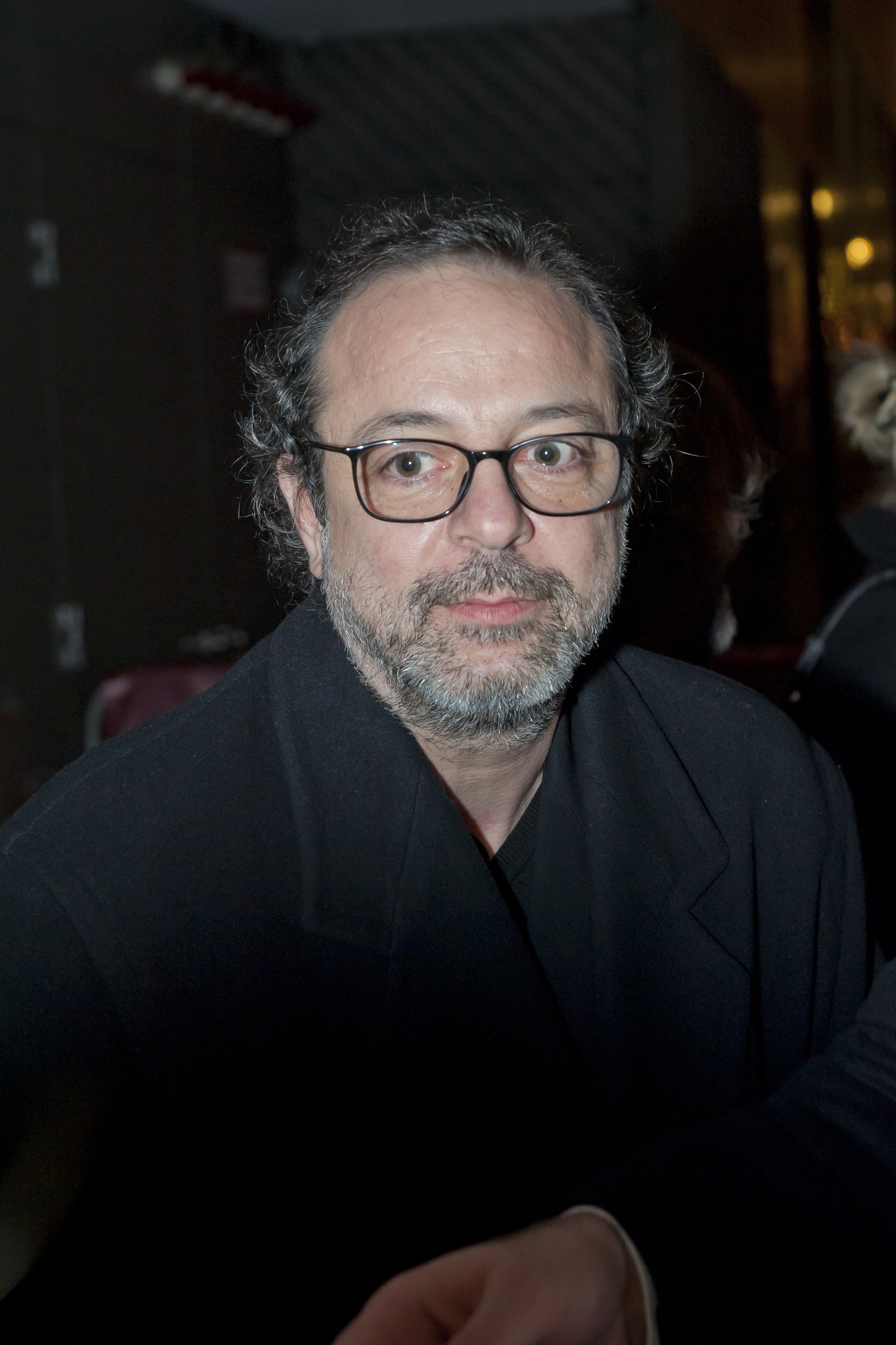
Il vincitore dell'Orso d'oro Semih Kaplanoğlu

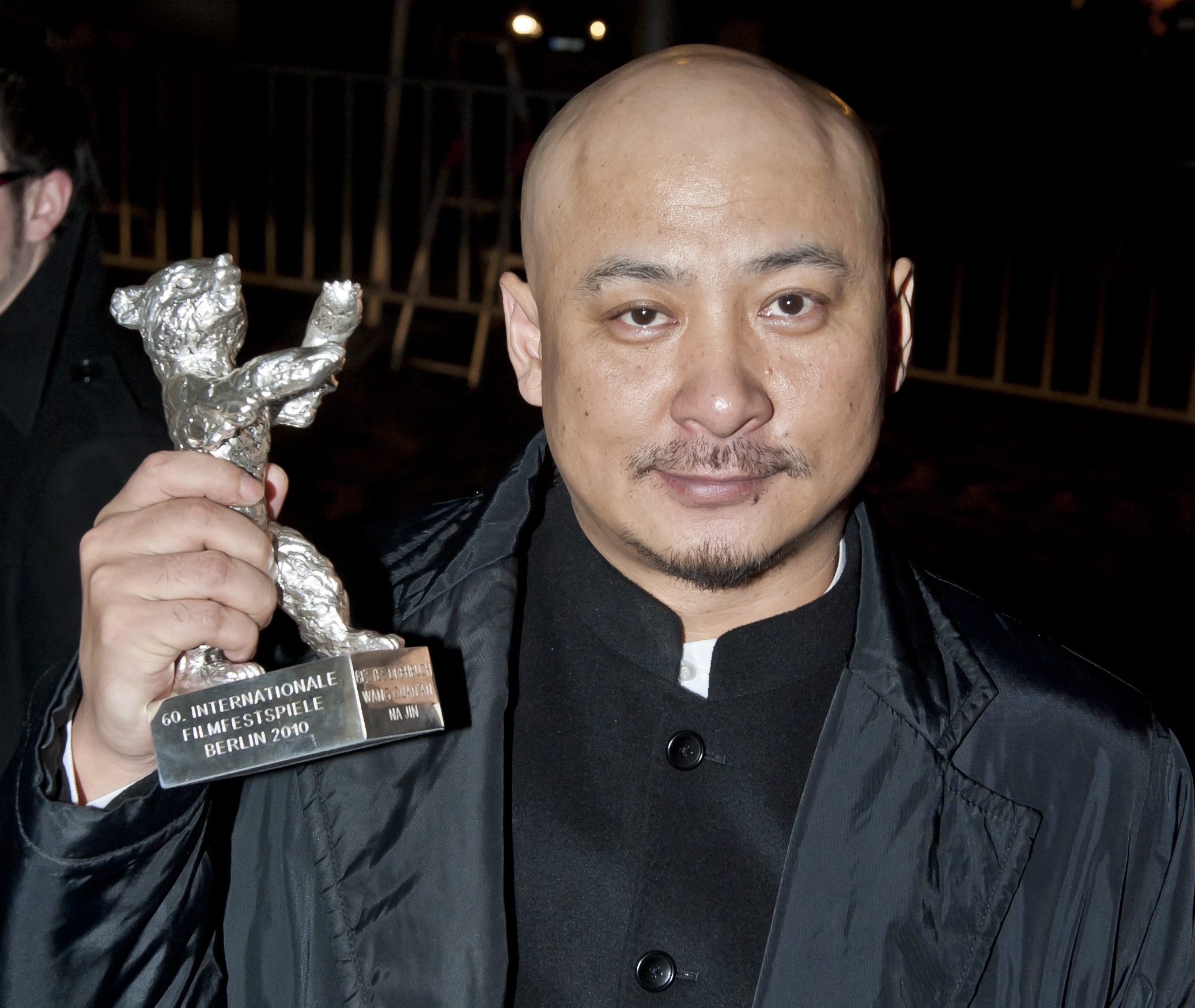
Quan'an Wang, Orso d'argento per la migliore sceneggiatura di Apart Together

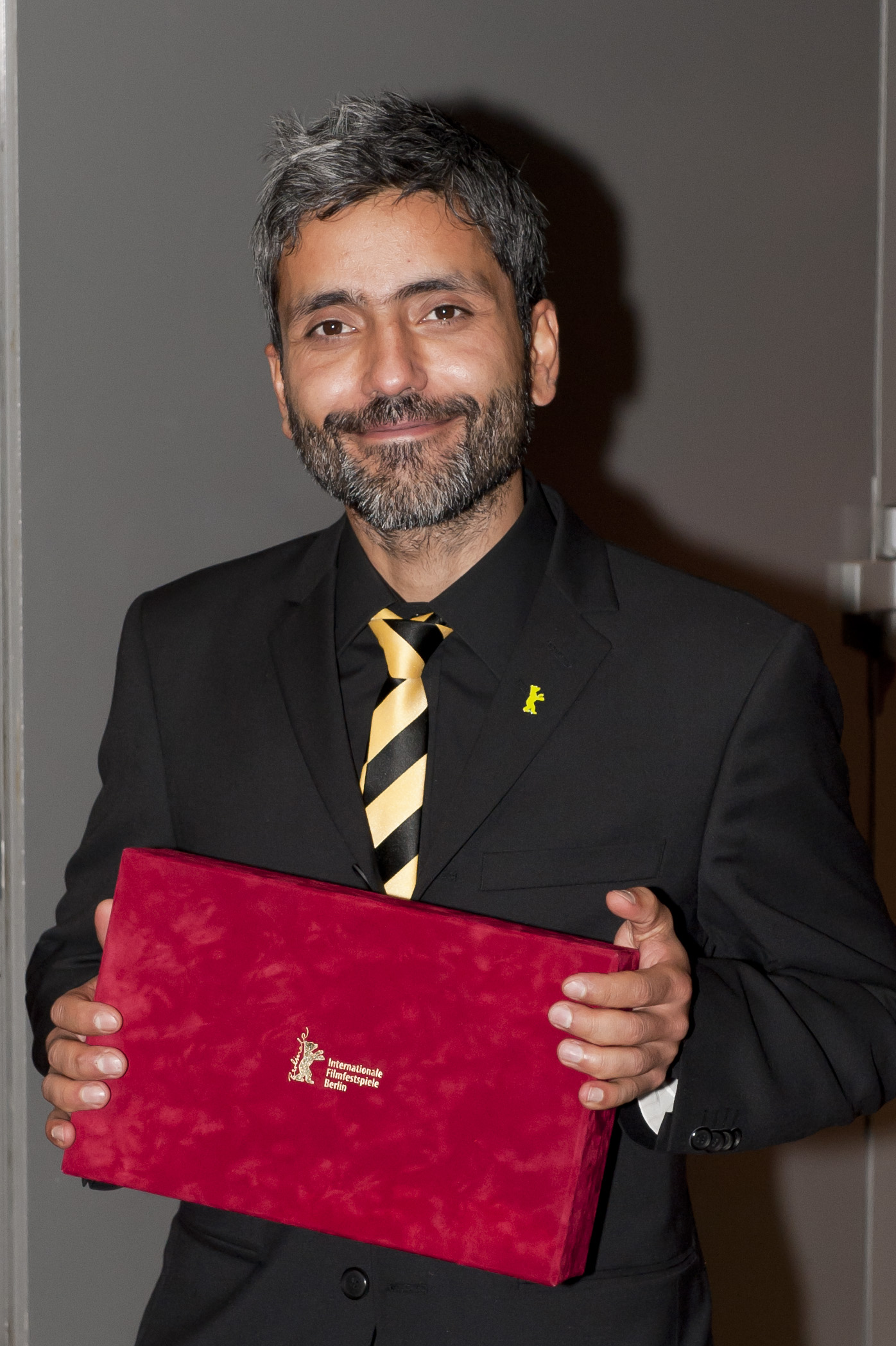
Babak Najafi, vincitore del premio Miglior opera prima per Sebbe

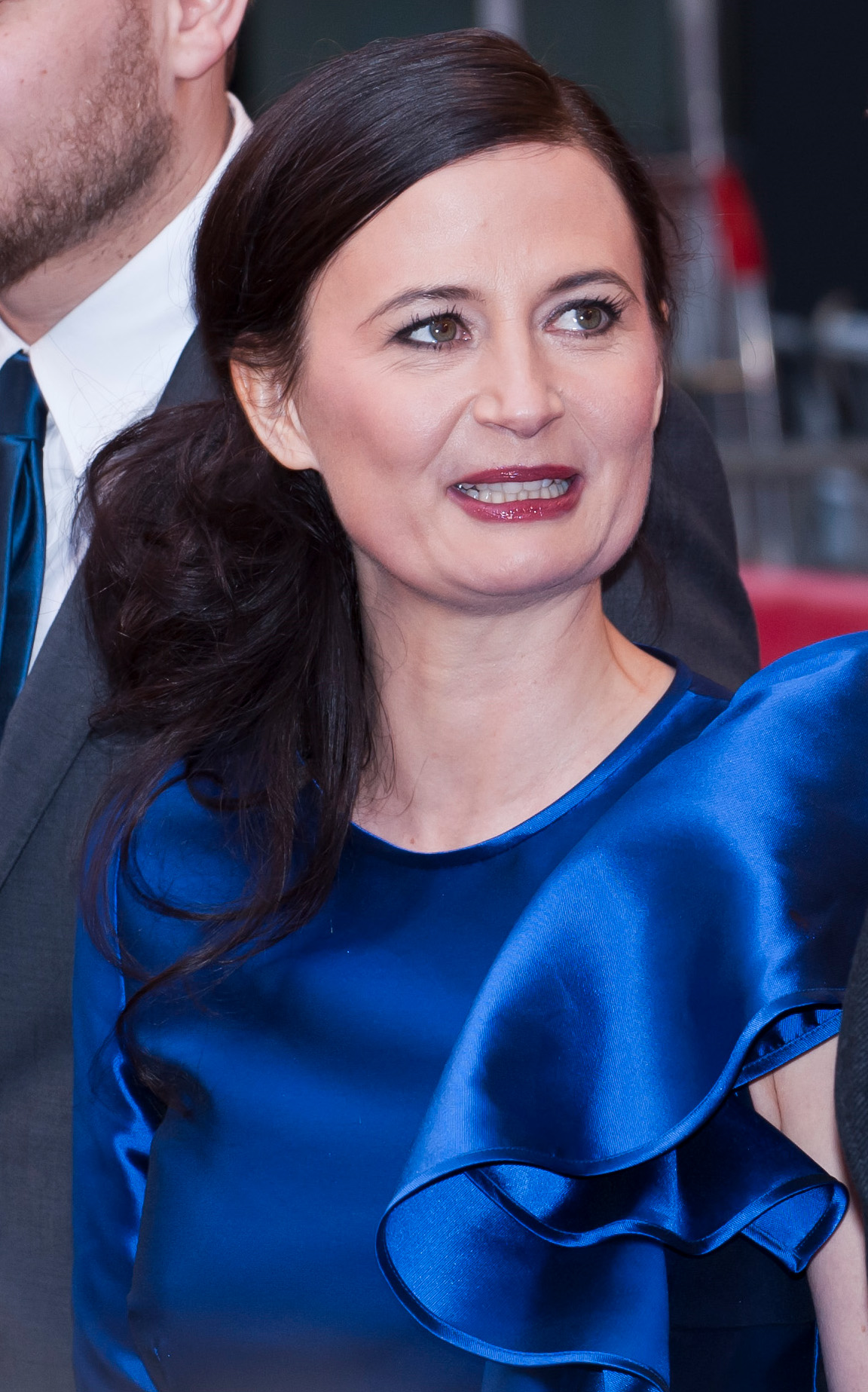
Pernille Fischer Christensen, vincitrice del premio FIPRESCI per En familie

### Premi della giuria internazionale
- Orso d'oro per il miglior film: Bal di Semih Kaplanoğlu
- Orso d'argento per il miglior regista: Roman Polański per L'uomo nell'ombra
- Orso d'argento per la migliore attrice: Shinobu Terajima per Caterpillar
- Orso d'argento per il miglior attore: ex aequo Grigorij Dobrygin e Sergej Puskepalis per Kak ja provël ėtim letom
- Orso d'argento per la migliore sceneggiatura: Quan'an Wang e Na Jin per Apart Together
- Orso d'argento per il miglior contributo artistico: Pavel Kostomarov per la fotografia di Kak ja provël ėtim letom
- Orso d'argento, gran premio della giuria: ''Se voglio fischiare, fischio di Florin Şerban
- Premio Alfred Bauer: Se voglio fischiare, fischio di Florin Serban

### Premi onorari
- Orso d'oro alla carriera: Hanna Schygulla e Wolfgang Kohlhaase
- Berlinale Kamera: Yōji Yamada, Erika e Ulrich Gregor, Fonderie Noack

### Premi della giuria "Opera prima"
- Miglior opera prima: Sebbe di Babak Najafi

### Premi della giuria "Cortometraggi"
- Orso d'oro per il miglior cortometraggio: Händelse vid bank di Ruben Östlund
- Orso d'argento, premio della giuria (cortometraggi): Hayerida di Shai Miedzinski
- Berlin Short Film Nominee for the European Film Awards: Venus vs. Me di Nathalie Teirlinck
- DAAD Short Film Prize: Colivia di Adrian Sitaru

### Premi delle giurie "Generation"
- Children's Jury Generation Kplus
- Orso di cristallo per il miglior film: Sui yuet san tau di Alex Law
- Menzione speciale: This Way of Life di Thomas Burstyn
- Orso di cristallo per il miglior cortometraggio: Franswa Sharl di Hannah Hilliard
- Menzione speciale: Indigo di Jack Price

- International Jury Generation Kplus
- Grand Prix per il miglior film: Boy di Taika Waititi
- Menzione speciale: Yeohaengja di Ounie Lecomte
- Special Prize per il miglior cortometraggio: Apollo di Felix Gönnert
- Menzione speciale: The Six Dollar Fifty Man di Mark Albiston e Louis Sutherland

- Youth Jury Generation 14plus
- Orso di cristallo per il miglior film: Neukölln Unlimited di Agostino Imondi e Dietmar Ratsch
- Menzione speciale: Dooman River di Zhang Lu
- Orso di cristallo per il miglior cortometraggio: Az bad beporsid di Batin Ghobadi
- Menzione speciale: Ønskebørn di Birgitte Stærmose

### Premi delle giurie indipendenti
- Guild Prize: Shahada di Burhan Qurbani
- Peace Film Prize: Syn Babilonu di Mohamed Al Daradji
- Label Europa Cinemas: Die Fremde di Feo Aladag
- Premio Caligari: La bocca del lupo di Pietro Marcello
- Amnesty International Film Prize: ex aequo Syn Babilonu di Mohamed Al Daradji e Waste Land di Lucy Walker
- Femina Film Prize: Reinhild Blaschke per le scenografie di Im Schatten
- NETPAC Prize: Yi ye Taibei di Arvin Chen
- Dialogue en Perspective: Lebendkontrolle di Florian Schewe
  - Menzione speciale: Portraits deutscher Alkoholiker di Carolin Schmitz
- Premio della giuria ecumenica:
  - Competizione: Bal di Semih Kaplanoğlu
  - Panorama: Kawasakiho růže di Jan Hrebejk
  - Forum: Aisheen (Still Alive in Gaza) di Nicolas Wadimoff
- Premio FIPRESCI:
  - Competizione: En familie di Pernille Fischer Christensen
  - Panorama: Parêdo di Isao Yukisada
  - Forum: El vuelco del cangrejo di Oscar Ruiz Navia
- Premio CICAE:
  - Panorama: Kawasakiho ruze di Jan Hrebejk
  - Forum: Un gelido inverno di Debra Granik
- Teddy Award:
  - Miglior lungometraggio: I ragazzi stanno bene di Lisa Cholodenko
  - Miglior documentario: La bocca del lupo di Pietro Marcello
  - Miglior cortometraggio: The Feast of Stephen di James Franco
  - Premio della giuria: Open di Jake Yuzna
  - Premio dei lettori di Siegessäule: Postcard to Daddy di Michael Stock
  - Premio speciale: Werner Schroeter

### Premi dei lettori e del pubblico
- Premio del pubblico (Panorama): Waste Land di Lucy Walker
- Premio dei lettori del Berliner Mongerpost: En ganske snill mann di Hans Petter Moland
- Premio dei lettori del Tagesspiegel: Un gelido inverno di Debra Granik